# Richard Lugar
Richard Green Lugar, apodado Dick (Indianápolis, Indiana; 4 de abril de 1932-Fairfax, Virginia; 28 de abril de 2019), fue un político estadounidense.

## Biografía
Lugar se graduó en 1954 de la Universidad Denison. Gracias a una beca Rhodes pudo estudiar en el Pembroke College (Oxford).
Miembro del Partido Republicano de los Estados Unidos, fue alcalde de su ciudad natal. En 1976 fue elegido senador por el estado de Indiana. Fue uno de los senadores de más larga actuación en la historia de los Estados Unidos; pero no pudo ganar la elección interna, y debió abandonar su escaño al concluir su último periodo en enero de 2013.
Fue precandidato presidencial por su partido en las elecciones de 1996.

## Fallecimiento
Richard falleció el día 28 de abril de 2019 en la ciudad estadounidense de Fairfax. Su muerte fue causada por una polirradiculoneuropatía desmielinizante inflamatoria crónica.